# Darwen
Darwen este un oraș în comitatul Lancashire, regiunea North West, Anglia. Orașul se află în districtul unitar Blackburn with Darwen.